# 378

378(삼백칠십팔)은 377보다 크고 379보다 작은 자연수다.

## 수학
- 합성수로, 그 약수는 총 16개다. (1, 2, 3, 6, 7, 9, 14, 18, 21, 27, 42, 54, 63, 126, 189, 378)
  - 378의 진약수의 합은 582이므로, 378은 과잉수다.
- 27번째 삼각수다. 앞의 삼각수는 351, 다음은 406이다.
- 13번째 케이크 수다. 앞의 케이크 수는 299, 다음은 470이다.
- {\displaystyle 55^{2}-1}은 378로 나누어떨어진다.

## 과학
- NGC 378(영어판): 조각가자리 방향에 있는 막대나선은하.

## 교통
- 일본 378번 국도(일본어판): 에히메현 이요시에서 우와지마시까지 이어지는 일본의 국도.
- 현도 제378호선

## 군사
- U-378(영어판, 독일어판): 제2차 세계 대전에 사용된 나치 독일의 군용 잠수함.

## 문화유산
- 대한민국의 보물 제378호: 거창 상림리 석조보살입상

## 기타
- 연도: 378년, 기원전 378년